# Sassetta
Sassetta – miejscowość i gmina we Włoszech, w regionie Toskania, w prowincji Livorno.
Według danych na rok 2004 gminę zamieszkiwało 548 osób, 21,1 os./km².